# Vojenská záslužná medaile (Württembersko)
Vojenská záslužná medaile (německy Militärverdienstmedaille, Württembergische Tapferkeitsmedaille) bylo württemberské vojenské vyznamenání. Založil ho roku 1794 württemberský vévoda Ludvík Evžen. Původně bylo udělováno výhradně důstojníkům za vynikající odvahu tváří tvář nepříteli. V roce 1800 byl přidán zlatý stupeň a v roce 1806 bylo umožněno získat vyznamenání i řadovému mužstvu a poddůstojníkům. Vyznamenání zaniklo pádem monarchie v roce 1918.

## Vzhled vyznamenání
V letech 1794 - 1806 byla odznakem stříbrná (zlatá u vyššího stupně) medaile, v jejímž středu byly iniciály zakladatele L.E. obklopené vavřínovým věncem. Na zadní straně pak byl nápis DER TAPFERKEIT UND TREUE (Odvaha a věrnost) uzavřen v dubovém věnci.
V letech 1806 - 1818 byla přední strana nahrazena korunovanými iniciálami F.R. (Friedrich Rex, Fridrich král).
V letech 1848 - 1864 bylo na přední straně vyobrazeno napravo hledící poprsí Viléma I., okolo se vinul nápis WILHELM I KOENIG VON WUERTTEMBERG (Vilém I. král württemberský). Zadní strana nesla nápis FÜR TAPFERKEIT UND TREUE ohraničený vavřínovým věncem.
V následujících letech se pak jen vyměňovalo poprsí a jméno zrovna vládnoucího krále.
Stuha žlutá s černým postranním pruhem.